# Claus Werning

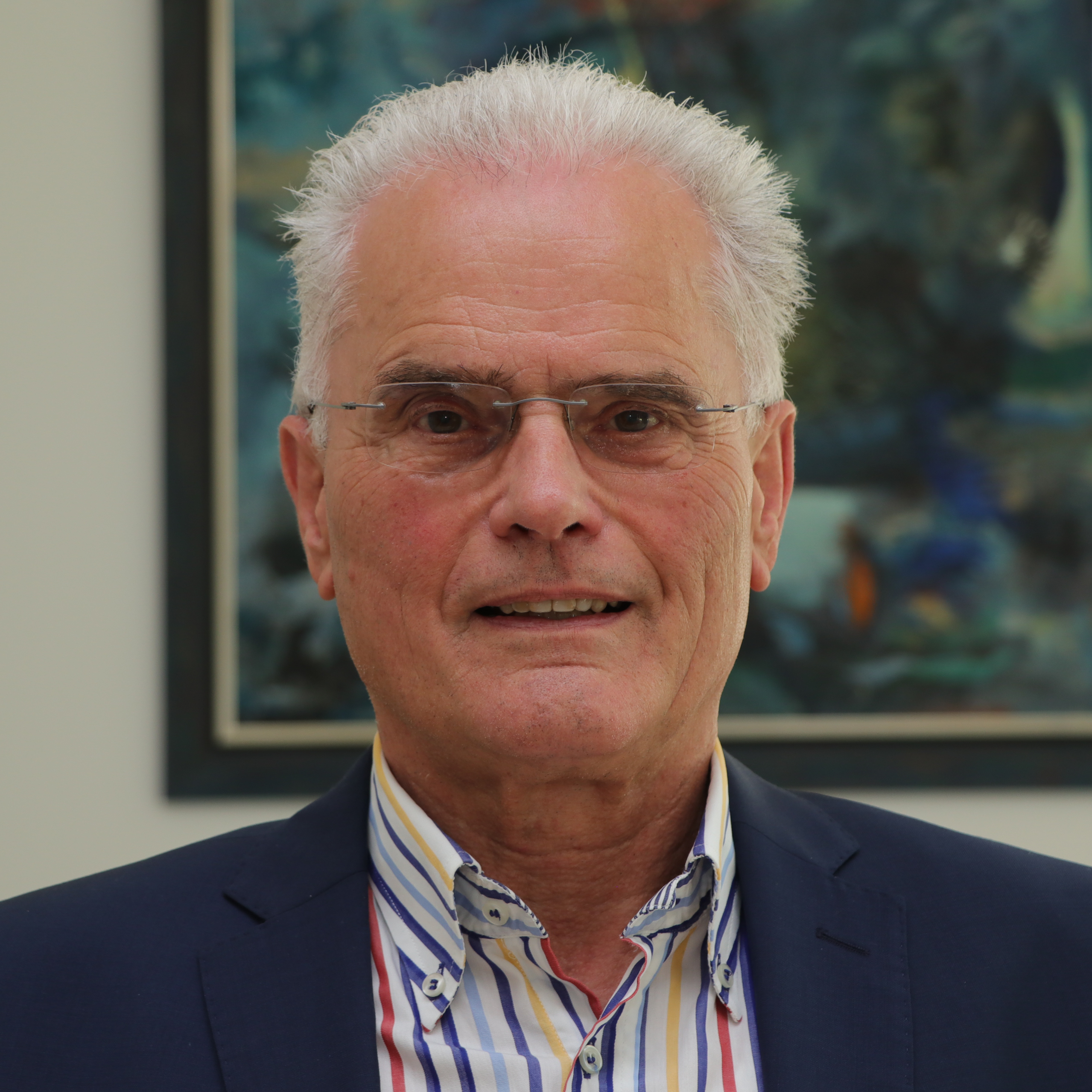
Claus Werning (2018)

Claus Werning (* 6. Mai 1938 in Gescher/Westfalen) ist ein deutscher Internist, Hochschulprofessor und Chefarzt im Ruhestand mit dem Fachgebiet Hochdruckkrankheiten (Hypertonologie).

## Leben
Claus Werning wurde am 6. Mai 1938 in der Glockenstadt Gescher/Westfalen geboren. Nach dem Besuch der dortigen Volksschule und Mittelschule wechselte er 1951 an das humanistische Gymnasium Paulinum (Münster), die älteste Schule Deutschlands (gegründet 797), an der er 1957 sein Abitur absolvierte. In dieser Zeit war er Internatsschüler im Heerde-Kolleg, einer Familienstiftung für Schüler höherer Lehranstalten.
Sein Medizinstudium absolvierte er an den Universitäten Freiburg im Breisgau, München, Würzburg, Wien und Münster. 1962 legte er sein Staatsexamen ab und promovierte zum Dr. med. Seit 1957 ist er Mitglied im Cartellverband der katholischen deutschen Studentenverbindungen (CV) (Arminia Freiburg, Markomannia Würzburg, Rudolfina Wien und Saxonia Münster).
In den Jahren 1987 und 2003 war Werning Präsident des Lionsclubs Köln-Caligula.
Claus Werning ist verheiratet. Er hat drei Söhne und wohnt in Frechen-Königsdorf, am westlichen Stadtrand von Köln. Rainer Werning ist sein Bruder.

## Schaffen
Werning war als wissenschaftlicher Assistent und Oberarzt an der Medizinischen Klinik der Universität Düsseldorf, der Medizinischen Poliklinik des Kantonsspitals Zürich und der Medizinischen Poliklinik der Universität Bonn tätig. In Bonn habilitierte er sich 1971 zunächst für das Fachgebiet Klinische Pathophysiologie. Nach der Ausbildung zum Facharzt für Innere Medizin erfolgte die Umhabilitation zum Fach Innere Medizin. 1974 wurde er zum apl. Professor der Medizinischen Fakultät der Universität Bonn ernannt.
Von 1974 bis 2003 war Werning Chefarzt der Medizinischen Klinik des St.-Katharinen-Hospitals Frechen.
Werning war mehrere Jahre Cheflektor des Deutschen Ärzteverlags und Fernsehmoderator des Medizin-Magazins beim Westdeutschen Rundfunk. Er veröffentlichte sechs medizinische Fachbücher, mehr als 250 wissenschaftliche Arbeiten in inländischen und ausländischen Fachzeitschriften und mehrere Buchkapitel in medizinischen Fachbüchern. Er hielt mehr als 300 wissenschaftliche Referate und Vorträge und war Autor von ärztlichen Fortbildungsfilmen.

## Veröffentlichungen (Auswahl)
- mit W.Siegenthaler: Das Renin-Angiotensin-Aldosteron-System in pathophysiologischer Sicht, Klinische Wochenschrift 1969
- mit W. Siegenthaler: Das Renin-Angiotensin-Aldosteron-System in klinischer Sicht, Deutsche Medizinische Wochenschrift 1970
- mit M.Schönbeck, P. Weidmann, K. Baumann, E. Gysling, P. Wirz and W. Siegenthaler: Plasma renin activity in patients with coarctation of the aorta.A comment on the pathogenesis of prestenotic hypertension Circulation 1969
- mit W. Siegenthaler: Diagnostik des sekundären Hyperaldosteronismus, Deutsche Medizinische Wochenschrift 1969
- mit W. Siegenthaler: Therapie des sekundären Hyperaldosteronismus, Deutsche Medizinische Wochenschrift 1969
- Ultraschalldiagnostik in der Kardiologie, Archiv für Kreislaufforschung 1970
- mit W. Siegenthaler: Diuretika - Wirkungen, Nebenwirkungen und klinische Anwendung, Schweizerische Apothekerzeitung 1969
- mit W. Siegenthaler: Krankheiten des Nebennierenmarks.In:Innere Medizin in Praxis und Klinik., Hrgb.von H.Hornbostel,W.Kaufmann und W.Siegenthaler, Georg Thieme Verlag Stuttgart 1973
- mit Siegenthaler, W.: The etiopathology of hypertension, International Journal of clinical Pharmacology 1970
- mit W. Siegenthaler: Die Niere als endokrines Organ, Schweizerische Medizinische Wochenschrift 1970
- mit W. Vetter, P. Weidmann, H. U. Schweikert, D. Stiel und W. Siegenthaler: Effect of prostaglandin E1 on renin in the dog, American Journal of Physiology 1971
- mit W. Siegenthaler: Ovulationshemmer und Hypertonie, Schweizerische Medizinische Wochenschrift 1971
- Diagnostische und therapeutische Probleme in der Hypertonologie, Zeitschrift für Allgemeinmedizin 1971
- Essentielle Hypertonie. In:Innere Medizin in Praxis und Klinik., Hrgb.von H.Hornbostel,W.Kaufmann und W.Siegenthaler. (4. Auflage), Georg Thieme Verlag Stuttgart 1992